# Двойственият живот на Вероника
„Двойственият живот на Вероника“ (на полски: Podwójne życie Weroniki; на френски: La double vie de Véronique) е френски филм от 1991 година, драма на режисьора Кшищоф Кешловски по негов сценарий в съавторство с Кшищоф Пешевич.
В центъра на сюжета са две млади жени, двойнички, споделящи неопределена интуитивна връзка - хорова певица в Полша и учителка по музика във Франция. Главните роли се изпълняват от Ирен Жакоб, Филип Волтер, Клод Дюнетон, Халина Григлашевска.
„Двойственият живот на Вероника“ е номиниран за „Златна палма“ и „Златен глобус“ за чуждоезичен филм.